# Пысин, Константин Георгиевич
Константин Георгиевич Пысин (12(25 декабря) 1910 года, дер. Екатериновка, ныне Уинский район, Пермская губерния, Российская империя — 22 января 1984 года, г. Москва, РСФСР, СССР) — советский партийный и государственный деятель, министр сельского хозяйства СССР (1962—63).

## Биография
Родился в 1910 году в деревне Екатериновка Пермской губернии в бедной крестьянской семье.
В 1929 году окончил Кунгурское педагогическое училище и в течение двух лет работал сельским учителем. В 1931 году поступил в Молотовский (Пермский) сельскохозяйственный институт, по окончании которого в 1935 году стал работать старшим зоотехником райзо.
В 1937 году призван в ряды Советской армии, но через год демобилизован. После демобилизации поступает на работу в Молотовский сельхозинститут в качестве ассистента. В этом же году (1939 г) сдает экзамены по кандидатскому минимуму, а в 1944 году защищает диссертацию и получает ученую степень кандидата сельскохозяйственных наук.
В 1941 году К. Г. Пысин утверждается инструктором Молотовского обкома партии, заместителем заведующего сельхозотделом, затем, в 1943 заместителем секретаря обкома партии по животноводству.
В 1945 году К. Г. Пысин направлен на советскую работу в качестве заместителя председателя облисполкома. Год спустя его избирают вторым секретарем обкома партии, а в 1947 году — председателем Молотовского облисполкома. С мая 1949 года Пысин работал председателем исполкома Алтайского краевого Совета депутатов трудящихся, с июля 1955 года — первым секретарем Алтайского крайкома КПСС.
В 1961—1962 гг. — первый заместитель, далее в 1962—1963 гг. — министр сельского хозяйства СССР и одновременно член Союзного комитета по сельскому хозяйству. В 1963—1964 гг. — инспектор ЦК КПСС. В 1964—1971 гг. — первый заместитель Председателя Совета Министров РСФСР. Член ВКП(б) с 1939 года Член ЦК КПСС в 1956—1971 гг. Депутат Верховного Совета СССР 3-7 созывов.
С февраля 1971 года персональный пенсионер союзного значения. В 1982 году написал и издал 176-страничную книгу под названием «О памятниках природы России». Похоронен в 1984 году в Москве.

## Награды и звания
Награждён двумя орденами Ленина, двумя орденами Трудового Красного Знамени.

## Итоги деятельности для Алтайского края
Официальный сайт Алтайского края следующим образом оценивает итоги деятельности К. Г. Пысина для края:
В 1951—1955 гг. темпы роста промышленности края примерно в 6 раз превышали среднесоюзные. В этот период началось строительство и были введены в действие Барнаульский хлопчатобумажный комбинат, завод геологоразведочного оборудования, завод геофизической аппаратуры, вступили в строй завод искусственного и синтетического волокна (завод № 521, позднее Барнаульское производственное объединение «Химволокно») и ряд других промышленных предприятий края.
Решался комплекс проблем, связанных с освоением целинных и залежных земель на Алтае. В 1956 г. в результате принятых алтайским руководством мер валовая продукция сельского хозяйства края возросла по сравнению с предшествовавшим пятилетием на 35,3 %. Было собрано 456 млн пудов зерна. Алтайский край был награждён орденом Ленина.
При руководстве К. Г. Пысина были приняты решения по улучшению социального обеспечения жителей края, развитию народного образования, об организации Алтайского краевого отделения Союза советских писателей, о строительстве нового аэропорта в г. Барнауле и др.
К. Г. Пысин был освобожден от обязанностей первого секретаря Алтайского крайкома партии в связи с назначением на должность министра сельского хозяйства СССР. В Министерстве сельского хозяйства выступал с починами экспериментов, которые неизменно охватывали и Алтайский край.